# Nelson Tethers: Puzzle Agent
Nelson Tethers: Puzzle Agent is een adventure/puzzelspel van Telltale Games in samenwerking met Graham Annable. Het is hun eerste niet-episodische spel en werd uitgegeven op 30 juni 2010.

## Spelbesturing
Het spel is een soort van adventure, hoewel de speler geen inventaris heeft. Het personage kan wel in dialoog gaan met de andere personages. Puzzels worden opgestart door bepaalde objecten aan te klikken of met personages te praten. Dit kan gaan van een legpuzzel tot een rekenkundige puzzel of een logische puzzel. Her en der zijn kauwgomballen verborgen die men kan verzamelen. Deze kan men omruilen voor tips naar de oplossing van een puzzel, met een maximum van drie hints. Puzzels worden niet automatisch opgelost: men dient op een soort van “OK”-knop te drukken. Het resultaat daarvan is “aanvaard” of “verworpen”. Telkens men op de OK-knop drukt, worden strafpunten afgetrokken, ook al is het antwoord goed. Die strafpunten geven weer hoeveel belastinggeld er werd gebruikt om de puzzel op te lossen.

## Verhaal
Agent Nelson Tethers is medewerker van FBI. Daar is hij het enige lid van de bizarre dienst “The Puzzle Research Division”.
Terwijl hij een kruiswoordraadsel oplost, heeft Tethers een dagdroom waarin een astronaut zijn kantoor binnenstapt en een aantekening maakt op dat kruiswoordraadsel. Wanneer de astronaut zijn helm afzet, ontwaakt Tethers uit zijn droom. Tot zijn verbazing staat er op het kruiswoordraadsel het woord “SCOGGINS”. Op dat ogenblik krijgt hij een telefoon: het bedrijf dat gummen maakt voor het Witte Huis is op mysterieuze wijze gestopt met productie. Men heeft al contact willen opnemen met het bedrijf, maar men krijgt steeds vreemde puzzels als antwoord. Tethers wordt gezonden naar Scoggins, een klein dorpje in Minnesota waar het bedrijf is gelokaliseerd. Zijn hoofdtaak is om te voorkomen dat het Witte Huis zonder gummen komt te zitten.
Tethers komt er al snel achter dat de bewoners van Scoggins zijn geobsedeerd door puzzels en worden aangestuurd door “fluisterende woorden vanuit het bos”. Volgens Sheriff Bahg werd het bedrijf gesloten na een ongeval dat aan de basis lag van een ontploffing. Teamleider Isaac Davner is sindsdien spoorloos. De oorzaak van het ongeval kan met niet achterhalen omdat de fabriek is afgesloten met een ingewikkeld slot. Na dit gesprek en een andere conversatie met Glori, de vrouw van Isaac, zijn er twee verdachten: klusjesman Randal Scruffman, die een oogje heeft op Glori, en Mike Lobb, een collega van Isaac die met hem in ruzie ligt.
Tethers vindt een bijna bevrozen Lobb aan het Svenz-meer. Hij geeft Tethers een “sleutel” die toegang geeft tot de fabriek. Hij heeft een alibi: tijdens de nacht van het ongeval was hij een raam aan het herstellen in het hotel van het stadje. Daarna sterft hij.
Tethers ontdekt dan rode gnomen die door de bewoners “de verborgenen” worden genoemd, hoewel de meesten denken dat ze folklore zijn. Er is echter een groep gelovers die beweren dat de gnomen oude Noorse rituelen uitvoeren. Daarna is Tethers getuige van een vreemd ritueel: Glori en drie andere mannen staan in een cirkel en zingen. De sheriff raadt Tethers aan om zich niet de bemoeien met de tradities van het dorp.
Tethers ziet hoe Glori een bord met eten zet aan de fabriek. Even later verschijnen er verschillende gnomen. Plots vallen zij Tethers aan. Tethers loopt weg. Hij kruipt een boom in waar de gnomen hem bewusteloos slaan.
Hij wordt wakker in het hotel. Eigenaar Bjorn vertelt dat de verborgenen de puzzels influisteren bij de inwoners wat hun obsessie verklaart. Volgens hem was Isaac de verkozene. Hij weet niet wat dit juist inhoudt, maar het is in ieder geval een grote eer om de verkozene te zijn.
Een van de gnomen steelt de sleutel. Tethers gaat achter hem aan en belandt terug aan het Svenz-meer. Daar wordt Tethers door Glori opgesloten in een iglo die dienstdoet als vissershut. Ze neemt een kettingzaag en maakt een cirkel in het ijs waardoor de iglo zinkt in het meer. Tehters kan toch ontsnappen en keert terug naar het hotel. Daar wordt hij onder schot gehouden door de Sheriff. Tethers kan hem afleiden dankzij een woordpuzzel. Tethers heeft ondertussen alle sleutels gevonden om het slot van de fabriek te openen. Daar vindt hij een enorme gum die gevallen was tijdens de nacht van het ongeval en verantwoordelijk was voor het explosie-geluid. Hij vindt Isaac die ondertussen gek geworden is van alle puzzels. Een hele bende gnomen komt tevoorschijn en ontvoert Isaac.
De volgende dag wordt de fabriek terug geopend, maar Isaac is nog steeds spoorloos. De FBI roept Tethers terug en hij wordt beloond voor zijn werk: het Witte Huis heeft niet gemerkt dat er een tekort was aan gummen. Tethers licht zijn baas in dat Isaac nog steeds vermist is, maar krijgt als antwoord dat dat een zaak is voor de politie van Scoggins.

## Onthaal
Het spel werd met gemengde gevoelens onthaald. Over het algemeen vindt men de animaties te houterig, de ingesproken tekst lijkt opgenomen te zijn op een lage frequentie, de puzzels zijn van triviaal tot onduidelijk en het einde van het spel is teleurstellend.